# Amir Hadžiahmetović
Amir Hadžiahmetović, né le 8 mars 1997 à Nexø (Danemark), est un footballeur international bosnien évoluant au poste de milieu de terrain au Çaykur Rizespor, en prêt de Beşiktaş JK.

## Biographie

### En club
Il débute avec le club danois de Nexø Boldklub Bornholm (en), avant de partir au Željezničar Sarajevo pour continuer sa formation. Il fait ses débuts professionnels le 2 août 2014, contre l'Olimpik Sarajevo. Le  13 mai 2015, il marque son premier but face au Mladost Velika Obarska. 
Le 1er février 2016, il est transféré au club turc de Konyaspor. Une semaine après, il fait ses débuts face à Beşiktaş. Il marque son premier but le 19 novembre 2016, contre Gaziantepspor. Cette même année, il participe à la phase de groupe de la Ligue Europa (six matchs joués).
En 2017, il remporte la Coupe de Turquie, en s'imposant en finale (tr) contre l'İstanbul Başakşehir, après un score vierge et une séance de tirs au but.
Le 21 juin 2020, il joue son centième match avec le club.

### En sélection
Avec les moins de 19 ans (en), il inscrit un but contre l'Ukraine (en). Ce match perdu 1-3 rentre dans le cadre des éliminatoires du championnat d'Europe des moins de 19 ans 2016.
Avec les espoirs, il inscrit un but contre le Liechtenstein. Ce match gagné sur le large score de 6-0 rentre dans le cadre des éliminatoires de l'Euro espoirs 2017.
Il reçoit sa première sélection en équipe de Bosnie-Herzégovine le 4 septembre 2020, contre l'Italie, lors de la Ligue des nations. Il joue l'intégralité de cette rencontre qui se termine sur un score nul (1-1).

## Statistiques
| Saison                | Club                    | Championnat           | Championnat | Championnat | Coupe(s) nationale(s) | Coupe(s) nationale(s) | Compétition(s) continentale(s) | Compétition(s) continentale(s) | Compétition(s) continentale(s) | Bosnie-Herzégovine | Bosnie-Herzégovine | Total | Total |
| Saison                | Club                    | Division              | M.          | B.          | M.                    | B.                    | Comp.                          | M.                             | B.                             | M.                 | B.                 | M.    | B.    |
| 2014-2015             | FK Željezničar Sarajevo | Premijer Liga         | 21          | 1           | 3                     | 0                     | -                              | -                              | -                              | -                  | -                  | 24    | 1     |
| 2015-2016             | FK Željezničar Sarajevo | Premijer Liga         | 15          | 2           | 2                     | 0                     | C3                             | 6                              | 0                              | -                  | -                  | 23    | 2     |
| Sous-total            | Sous-total              | Sous-total            | 36          | 3           | 5                     | 0                     | -                              | 6                              | 0                              | -                  | -                  | 47    | 3     |
| 2015-2016             | Konyaspor               | Süper Lig             | 5           | 0           | 3                     | 0                     | -                              | -                              | -                              | -                  | -                  | 8     | 0     |
| 2016-2017             | Konyaspor               | Süper Lig             | 30          | 1           | 8                     | 1                     | C3                             | 6                              | 0                              | -                  | -                  | 44    | 2     |
| 2017-2018             | Konyaspor               | Süper Lig             | 9           | 1           | 3                     | 0                     | -                              | -                              | -                              | -                  | -                  | 12    | 1     |
| 2018-2019             | Konyaspor               | Süper Lig             | 14          | 0           | 2                     | 1                     | -                              | -                              | -                              | -                  | -                  | 16    | 1     |
| 2019-2020             | Konyaspor               | Süper Lig             | 23          | 1           | 1                     | 0                     | -                              | -                              | -                              | -                  | -                  | 24    | 1     |
| 2020-2021             | Konyaspor               | Süper Lig             | 34          | 4           | 1                     | 0                     | -                              | -                              | -                              | 9                  | 0                  | 44    | 4     |
| 2021-2022             | Konyaspor               | Süper Lig             | 36          | 2           | 1                     | 0                     | -                              | -                              | -                              | 11                 | 0                  | 48    | 2     |
| 2022-2023             | Konyaspor               | Süper Lig             | 18          | 3           | 1                     | 2                     | C4                             | 4                              | 1                              | 1                  | 0                  | 24    | 6     |
| Sous-total            | Sous-total              | Sous-total            | 169         | 12          | 20                    | 4                     | -                              | 10                             | 1                              | 21                 | 0                  | 220   | 17    |
| 2022-2023             | Beşiktaş JK             | Süper Lig             | 12          | 1           | -                     | -                     | -                              | -                              | -                              | 4                  | 0                  | 16    | 1     |
| 2023-2024             | Beşiktaş JK             | Süper Lig             | 18          | 0           | -                     | -                     | C4                             | 12                             | 0                              | 5                  | 0                  | 35    | 0     |
| Sous-total            | Sous-total              | Sous-total            | 30          | 1           | -                     | -                     | -                              | 12                             | 0                              | 9                  | 0                  | 51    | 1     |
| Total sur la carrière | Total sur la carrière   | Total sur la carrière | 235         | 16          | 25                    | 4                     | -                              | 28                             | 1                              | 30                 | 0                  | 318   | 21    |

## Palmarès

### En club
| Konyaspor - Coupe de Turquie (1) - Vainqueur en 2017 - Supercoupe de Turquie (1) - Vainqueur en 2017 (en) |